# Савичев, Александр Сергеевич
Александр Сергеевич Са́вичев (1909—1983) — инженер-конструктор, кораблестроитель, главный конструктор лёгких крейсеров типа «Свердлов» и первых авианесущих кораблей ВМФ СССР — противолодочных крейсеров типа «Москва», главный конструктор ЦКБ-17 (ныне ОАО «Невское проектно-конструкторское бюро»). Имел персональное звание «главный конструктор 2-й степени» (1950).

## Биография
Родился 7 (20 августа) 1904 года в деревне Букрино (ныне Рязанская область).
В 1926 году поступил на кораблестроительный факультет Ленинградского политехнического института. После разделения Политеха на отраслевые вузы (в 1930 году) в 1931 году окончил Ленинградский кораблестроительный институт, а в 1933 году — Военно-морскую академию.
С 1934 года работал в Ленинградском ПКБ судостроительной промышленности (ЦКБ-17) инженером-конструктором, начальником группы и заместителем начальника отдела, заместителем главного конструктора и главным конструктором.
В 1934—1938 годах участвовал в проектировании и строительстве первых советских лёгких крейсеров проекта 26-бис типа «Киров» и «Максим Горький», под руководством главного конструктора А. И. Маслова.
В январе 1947 года А. С. Савичев был назначен главным конструктором новых лёгких крейсеров проекта 68-бис типа «Свердлов» с торпедным вооружением, радиолокационными и оптическими средствами, автоматической системой управления, увеличенной дальностью плавания. 5 июля 1950 года крейсер «Свердлов» был спущен на воду, в 1952 году — принят в состав Балтийского флота. Всего было построено 14 крейсеров данного проекта и его модификации.
В 1958 году советское правительство одобрило проект создания первого советского вертолётоносца — противолодочного крейсера проекта 1123 «Кондор» (типа «Москва»). Разработка проекта была поручена ЦКБ-17 в Ленинграде. Главным конструктором корабля был назначен А. С. Савичев (с 1967 года — А. В. Маринич). Таких кораблей не было ни в одном из флотов мира. Коллективу конструкторов под руководством А. С. Савичева пришлось отрабатывать с нуля форму корпуса с клиновидным носом, широкой кормой, напоминающей двойной клин, решать вопросы размещения мощного гидроакустического комплекса, аэродинамические проблемы, размещать взлётно-посадочную полосу и ангары. Строительство вертолётоносца началось в Николаеве 15 декабря 1962 года на Николаевском судостроительном заводе. Корабль получил заводской номер 701. 14 января 1965 года крейсер «Москва» был спущен на воду. Всего было построено два вертолётоносца данного проекта.
Умер 31 марта 1983 года.

## Награды и премии
- Орден Отечественной войны 2-й степени
- Два ордена Трудового Красного Знамени
- Орден «Знак Почёта»
- Медали СССР
- Сталинская премия первой степени (1951) — за работу в области судостроения (крейсеров проекта 68-бис)